# Hans Nüsslein
Hans Hanne Nüsslein (31 de marzo de 1910 en Núremberg - 28 de junio de 1991 en Altenkirchen) fue un jugador de tenis alemán.

## Vida
Junto con Gottfried von Cramm y Henner Henkel, fue uno de los mejores tenistas alemanes de la década de 1930. Nüsslein fue tres veces campeón de los campeonatos profesionales de tenis en pista cubierta en Wembley, siete veces campeón de los Campeonatos Profesionales Alemanes y tres veces campeón del mundo profesional (1933, 1936, 1937). Entre sus logros, derrotó a la leyenda del tenis Bill Tilden, como se mostró en la Deutsche Wochenschau de 1937.

## Carrera
En su juventud, jugó fútbol, balonmano y tenis en el 1. FC Nürnberg. A los 16 años, se vio obligado a convertirse en deportista profesional después de ser denunciado por un jugador del club vecino ante la Asociación Alemana de Tenis (DTB). Dos años después, completó su formación como profesor de tenis, siendo uno de sus maestros el múltiple campeón de tenis Roman Najuch, a quien derrotó por primera vez en los Campeonatos Profesionales Alemanes en 1931. Representó al TC Palmengarten en Frankfurt y, finalmente, desde 1936, al Kölner Tennis- und Hockey-Club Stadion Rot-Weiß. Durante la Segunda Guerra Mundial, fue capturado por los estadounidenses y fue liberado en 1948. Luego, volvió a alcanzar un nivel mundial en el tenis antes de retirarse en 1956, convirtiéndose en profesor de tenis, entrenador y conferenciante en la Deutsche Sporthochschule Köln.
En agradecimiento y en memoria de su miembro, el club fundó en 1980 la Hanne Nüsslein Stiftung para promover el tenis juvenil. En reconocimiento a sus méritos en el tenis, Nüsslein fue incluido en el International Tennis Hall of Fame en junio de 2006.
En lo personal, Nüsslein inicialmente permaneció soltero. Se casó con su compañera de vida, Anneliese, a los 72 años. Falleció en 1991 a causa de un derrame cerebral.

## Finales importantes

### Torneos Pro Slam

#### Individuales: 9 (5/4)
| Resultado | Año  | Campeonato  | Superficie | Contrincante    | Marcador                |
| --------- | ---- | ----------- | ---------- | --------------- | ----------------------- |
| Derrota   | 1932 | U.S. Pro    | Arcilla    | Karel Koželuh   | 2–6, 3–6, 5–7           |
| Victoria  | 1933 | World Pro   | Arcilla    | Bill Tilden     | 1–6, 6–4, 7–5, 6–3      |
| Victoria  | 1934 | U.S. Pro    | Arcilla    | Karel Koželuh   | 6–4, 6–2, 1–6, 7–5      |
| Derrota   | 1934 | Wembley Pro | Cubierta   | Ellsworth Vines | 6–4, 5–7, 3–6, 6–8      |
| Derrota   | 1935 | French Pro  | Arcilla    | Ellsworth Vines | 8–10, 4–6, 6–3, 1–6     |
| Victoria  | 1937 | French Pro  | Arcilla    | Henri Cochet    | 6–2, 8–6, 6–3           |
| Victoria  | 1937 | Wembley Pro | Cubierta   | Bill Tilden     | 6–3, 3–6, 6–3, 2–6, 6–2 |
| Victoria  | 1938 | French Pro  | Arcilla    | Bill Tilden     | 6–0, 6–1, 6–2           |
| Derrota   | 1939 | Wembley Pro | Cubierta   | Don Budge       | 11–13, 6–2, 4–6         |